# Lucien Bonaparte
Lucien Bonaparte, Prinț de Canino și Musignano (21 mai 1775 – 29 iunie 1840), născut Luciano Buonaparte, a fost al treilea fiu care a supraviețuit al lui Carlo Buonaparte și a soției lui, Letizia Ramolino.
Lucien a fost fratele mai mic al lui Joseph și Napoleon Bonaparte și fratele mai mare al Elisei, Louis, Pauline, Caroline și Jérôme Bonaparte. Lucien a avut puncte de vedere cu adevărat revoluționare, care au dus la o relație de multe ori abrazivă cu fratele său Napoleon, care a preluat controlul asupra guvernului francez în 1799, când Lucien avea 24 de ani.